# Бравый солдат Швейк

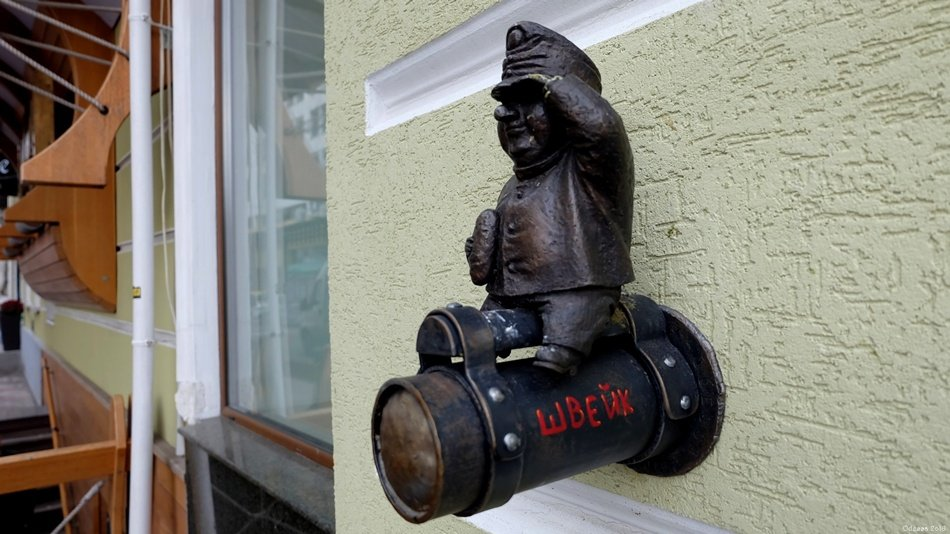
Мини-скульптура на фасаде пивного бара «Гамбринус» в Одессе

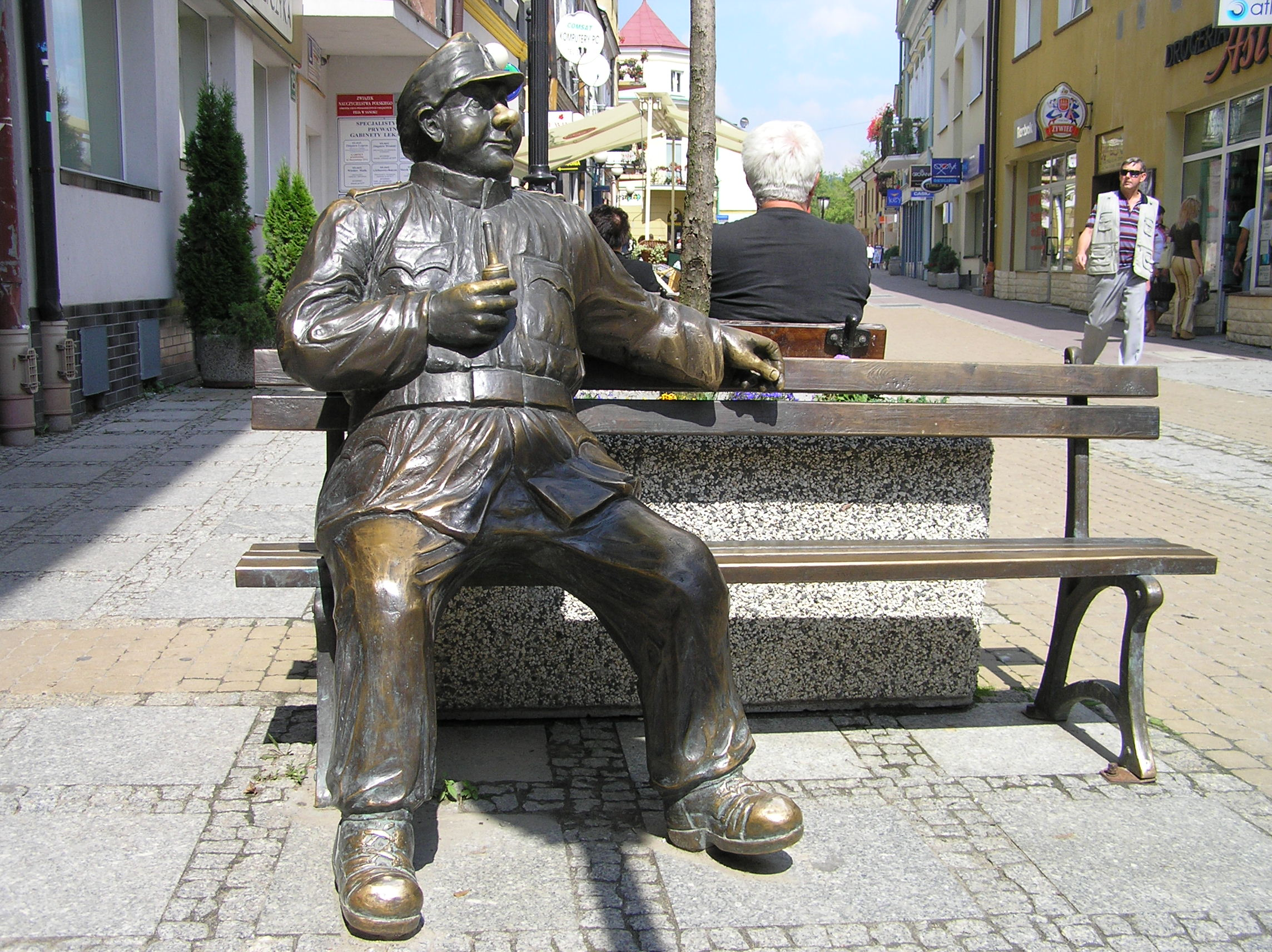
Памятник Швейку в городе Санок, Польша

Швейк… подражает окружающему миру (миру глупости) так неуклонно и последовательно, что никто не может понять, идиот он или нет. Если он так легко (и с таким удовольствием!) приспосабливается к правящему режиму, то не потому, что видит в нём какой-то смысл, а потому, что вовсе не видит никакого смысла. Он развлекается, развлекает других и благодаря своему конформизму превращает мир в одну большую шутку.
 Милан Кундера, «Искусство романа»

Фигура Швейка преднамеренно окружена тайной. Он не меняется и не развивается. Несмотря на значительную степень конкретности и реалистическую точность ситуаций, в которые Швейк попадает, он действует как существо фантастическое, сказочное, как пришелец из иного мира. Поэтому он не представляет собой тип маленького чешского человека, и в его судьбе не отражено положение чешского солдата в первую мировую войну. Пожалуй, можно даже сказать, что он — порожденье народного мифа, который своей приземлённой реальностью и беззаботностью помогает обнажать сумрачный лик современного абсурда.
 Радко Пытлик, «Швейк завоёвывает мир»

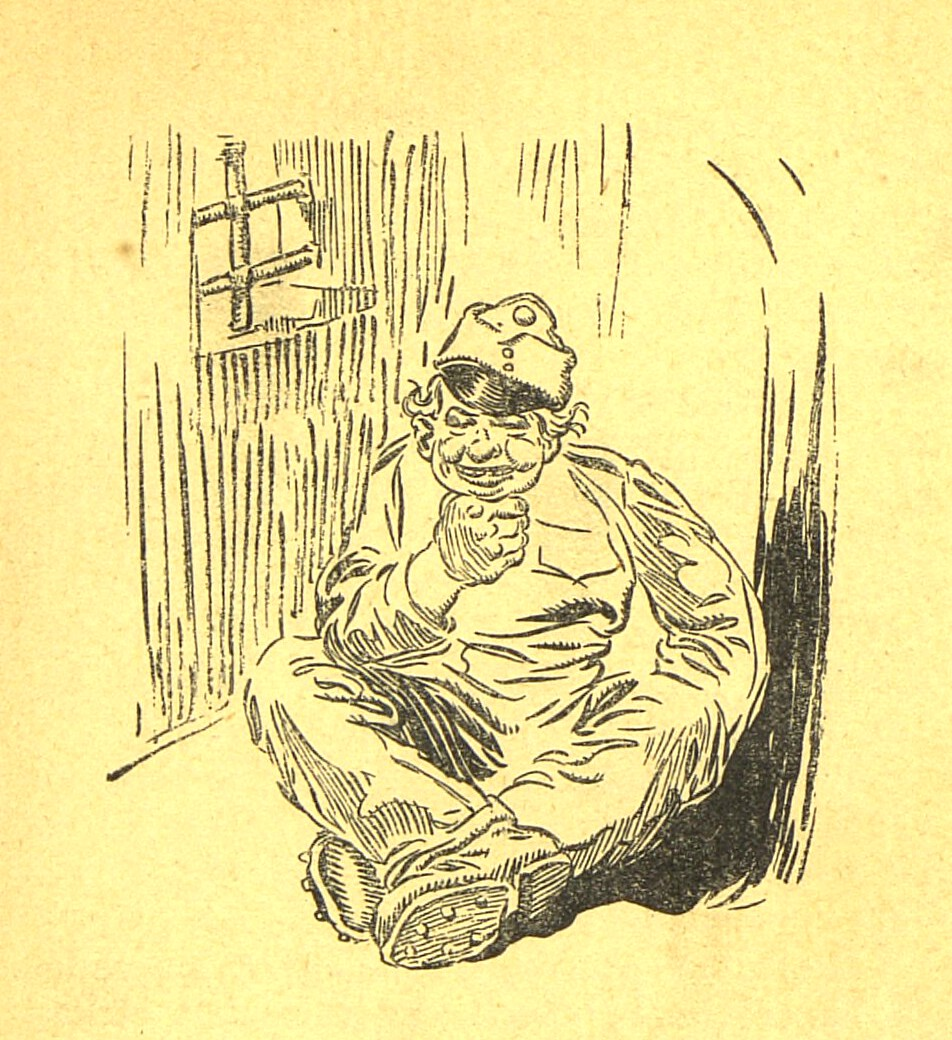
Швейк в тюрьме. Иллюстрация К. Штроффа к предвоенным рассказам о Швейке, 1912 г.

Бравый солдат Швейк (чеш. Dobrý voják Švejk) — сатирический персонаж, придуманный чешским писателем Ярославом Гашеком; главный герой неоконченного романа «Похождения бравого солдата Швейка во время мировой войны», написанного в 1921—1923 годах, цикла из пяти рассказов «Бравый солдат Швейк. Увлекательные приключения честного служаки» (1911) и повести «Бравый солдат Швейк в плену» (1917).
В его честь назван астероид (7896) Швейк.

## Описание
Йо́зеф Швейк (чеш. Josef Švejk), чех, торговец крадеными и беспородными собаками с поддельными родословными. Однажды, уже комиссованный из австро-венгерской армии по «слабоумию», он вновь был призван как «пушечное мясо» с началом Первой мировой войны. Притесняемый бюрократами, полицией, докторами, проигранный в карты одним офицером другому, жизнерадостный и разговорчивый, но отнюдь не простодушный, как могло бы показаться с первого взгляда, солдат неохотно следует своему долгому и невезучему, но полному приключений и забавных ситуаций пути на передовую.
В тексте романа то и дело фигурируют биографические фрагменты о Швейке:
- Швейк — пражанин, который очень хорошо знает и любит свой город. В части 4-й, главе II он упоминает, что жил в Праге сначала на улице Опатовицкой, а затем на улице Кржеменцовой (на этой улице, кстати, находится знаменитая пивная «У Флеков», неоднократно упоминающаяся в романе). Кроме того, Швейк неплохо знает географию самых разных чешских регионов, из чего можно предположить, что он много путешествовал по стране (это подтверждается его же словами в части 1-й, главе XI). Швейк там же указывает, что бывал и в Бремене.
- Из его разговора с писарем Ванеком (часть 2-я, глава V) мы узнаём, что Швейк мальчиком учился на аптекаря у пана Кокошки на Петршине. Поскольку пан Кокошка обещал заплатить приказчику за хороший текст гульден, дело происходило ещё до денежной реформы 1892 года в Австро-Венгрии. Если предположить, что это было начало 1890-х годов и Швейку в это время было лет 8—10 (возраст, когда отдавали в ученики), то получается, что Швейк родился в начале 1880-х годов, и к моменту событий, описываемых в романе, ему уже было за тридцать. Кроме того, предполагаемый возраст Швейка соотносится с годом рождения Гашека — 1883-й.
- С другой стороны, из разговора с жандармским вахмистром Фландеркой (часть 2-я, глава II) известно, что Швейк в 1910 году участвовал в военных манёврах в Писеке, а в 1912 году находился под военным судом в Терезине (там же, глава III). Учитывая, что срок действительной службы в общеимперских частях Австро-Венгрии составлял три года, Швейк первый раз служил в армии в 1909—1912 или 1910—1913 годах. Исходя из призывного возраста (21 год), Швейк мог родиться в 1888 или 1889 году и на начало повествования ему 25—26 лет.
- Ничего не говорится о родственниках Швейка (кроме единственного упоминания фамилии родителей в части 1-й, главе III). Известно, что у Швейка есть брат, учитель гимназии, офицер запаса (часть 3-я, глава I).

На первый взгляд Швейк производит впечатление простодушного и глупого человека. На самом же деле он талантливый саботажник, бескорыстный авантюрист, для которого диагноз «идиотизм» — только прикрытие для его неожиданных выходок. «Официальный идиотизм» Швейка в романе — лишь средство подчеркнуть всеобъемлющий милитаристский и полицейский идиотизм агонизирующей Австро-Венгерской империи:
Речь настолько взволновала всех, что по дороге в Мошон Швейк, вспоминая речь, сказал старшему писарю, ехавшему вместе с ним в вагоне, служившем импровизированной канцелярией:
 — Что ни говори, а это в самом деле будет шикарно. Как он расписывал! «День начнёт клониться к вечеру, солнце со своими золотыми лучами скроется за горы, а на поле брани будут слышны последние вздохи умирающих, ржание упавших коней, стоны раненых героев, плач и причитания жителей, у которых над головами загорятся крыши». Мне нравится, когда люди становятся идиотами в квадрате.
Швейк — просто кладезь разного рода историй из его полной приключений жизни. Любое происшествие Швейк готов прокомментировать подходящей к случаю байкой:
— Как видите, господин обер-лейтенант, — ничуть не растерявшись, сказал Швейк, — каждый сожранный паштет всегда лезет наружу, как шило из мешка. Я хотел взять вину на себя, а он, болван, сам себя выдал. Балоун — вполне порядочный человек, но при этом сожрёт всё, что ему ни доверь. Я знавал ещё одного такого субъекта, тот служил курьером в банке. Этому можно было доверить тысячи. Как-то раз он получал деньги в другом банке, и ему выдали лишних тысячу крон. Он тут же вернул их. Но послать его купить копчёного ошейка на пятнадцать крейцеров было невозможно: обязательно по дороге сожрёт половину. Он был таким невоздержанным по части жратвы, что, когда его посылали за ливерными колбасками, он по дороге распарывал их перочинным ножиком, а дыры залеплял английским пластырем. Пластырь для пяти маленьких ливерных колбасок обходился ему дороже, чем одна большая ливерная колбаса.

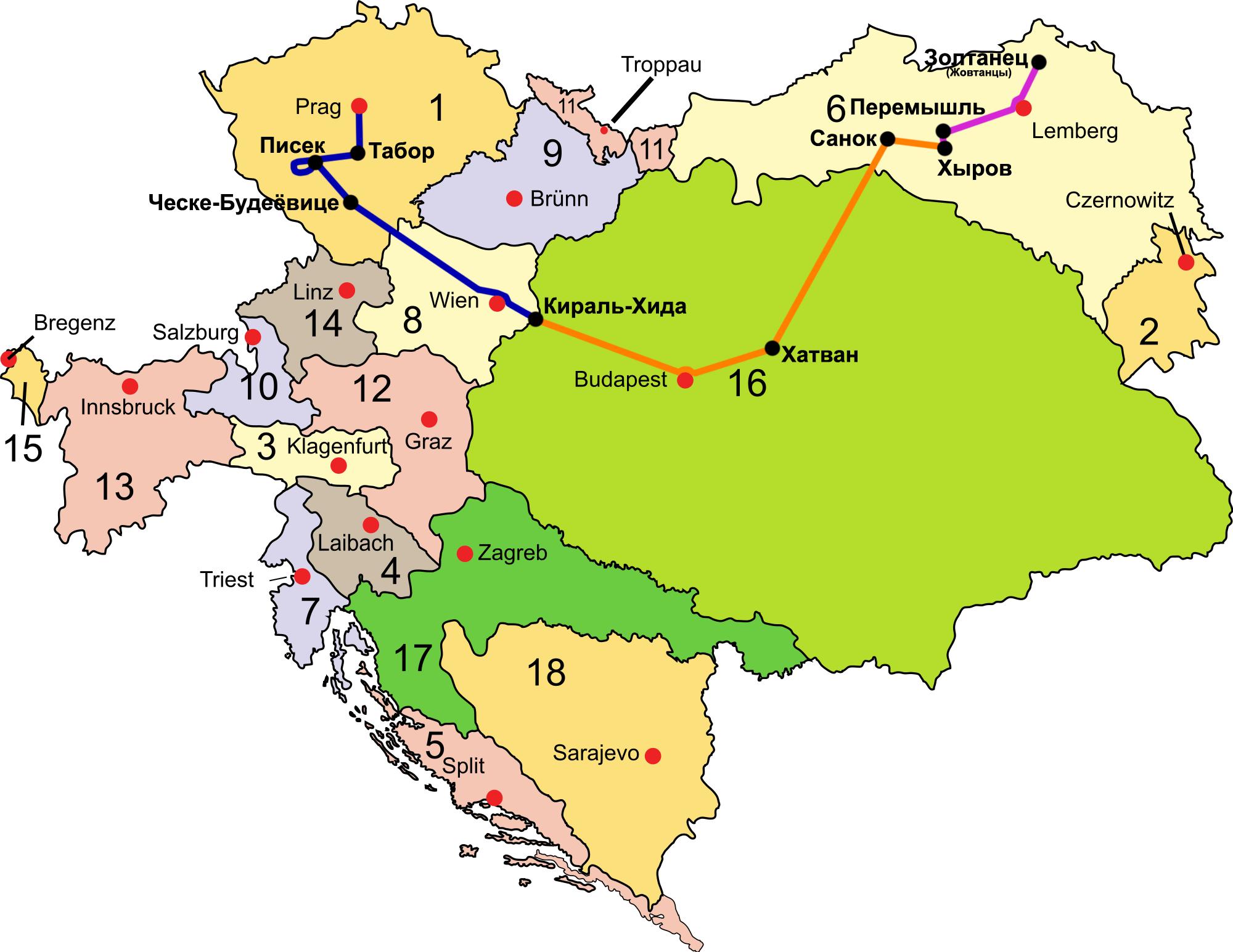
Путь Швейка по Австро-Венгрии
Описанный во второй части
Описанный в третьей части
Описанный в четвёртой части

Каноническое изображение Швейка воплотил чешский художник Йозеф Лада, автор нескольких сот иллюстраций к «Похождениям…».
Ярослав Гашек умер в 1923 году, не успев закончить роман «Похождения бравого солдата Швейка во время мировой войны» (Osudy dobrého vojáka Švejka za svĕtové války). Существует продолжение романа, написанное Карелом Ванеком, под названием «Приключение бравого солдата Швейка в русском плену» (Osudy Dobrého Vajáka Svejka v ruském Zajeti).
Людвиг Соучек («Энциклопедия всеобщих заблуждений») об эволюции образа Швейка:
Сначала Швейк выступал в роли записного дурака (сборник "Бравый солдат Швейк и другие удивительные истории", 1912), затем — чудаком-легионером ("Бравый солдат Швейк в плену", 1917) с ярко выраженными антиавстрийскими чертами, и только последняя версия показала героя, саботирующего бессмысленность военной бойни. "Четвёртый" Швейк, дописанный писателем Ванеком, просто дешёвый вульгарный грубиян.

## Прототип
В «Рассказе о славном (доблестном) шведском солдате» (Povídka о hodném švédském vojákovi, 1907) впервые у Гашека появился гротескный образ «доблестного солдата», считающего высшим счастьем умереть за своего государя, это можно рассматривать как набросок будущей «защитной маски» Швейка. Иржи Скаличка высказывал предположение, что одним из возможных прообразов Швейка был герой юморески Ивана Ольбрахта «История Эмануэла Умаченого», напечатанной в 1909 году в пражском юмористическом журнале «Крапива» (Kopřiva), с которым вскоре начал активно сотрудничать и Гашек. По мнению литературоведа С. В. Никольского, прототипами бравого солдата Швейка были два человека, с которыми был знаком Гашек: ефрейтор Йозеф Швейк и Франтишек Страшлипка — денщик реального поручика Лукаша, ротного командира Гашека во время Первой мировой войны. Именно Франтишек Страшлипка любил рассказывать своим однополчанам разного рода байки.
В советско-чехословацком фильме Юрия Озерова «Большая дорога» (1962 год, сценарий Георгия Мдивани) был художественно представлен вариант возникновения у Ярослава Гашека образа Йозефа Швейка из прототипа Йозефа Страшлипки (в исполнении актёра Рудольфа Грушинского, который играл Швейка в фильмах «Бравый солдат Швейк» и «Швейк на фронте»), объединившего в себе реальных Йозефа Швейка и Франтишека Страшлипку.

## Восприятие образа
Швейк вызывал прямо противоположные оценки: до Второй мировой войны преобладали негативные отзывы, что Юлиус Фучик назвал «войной со Швейком»; после установления социализма герой в целом трактовался положительно, вплоть до революционности. Нынешнее восприятие образа Швейка в массовом сознании дополняет пошловатое, лубочное изображение его как символа пивной культуры, активно эксплуатируемое туристическим и сувенирным бизнесом.
Гадать о возможном будущем Швейка бессмысленно. Он мог стать советским комиссаром, а мог — белочехом, а мог — спекулянтом.
Существует множество продолжений книг о Швейке, где он принимал участие в Пражской весне, Бархатной революции и Конфликте в Осетии 2008 года.

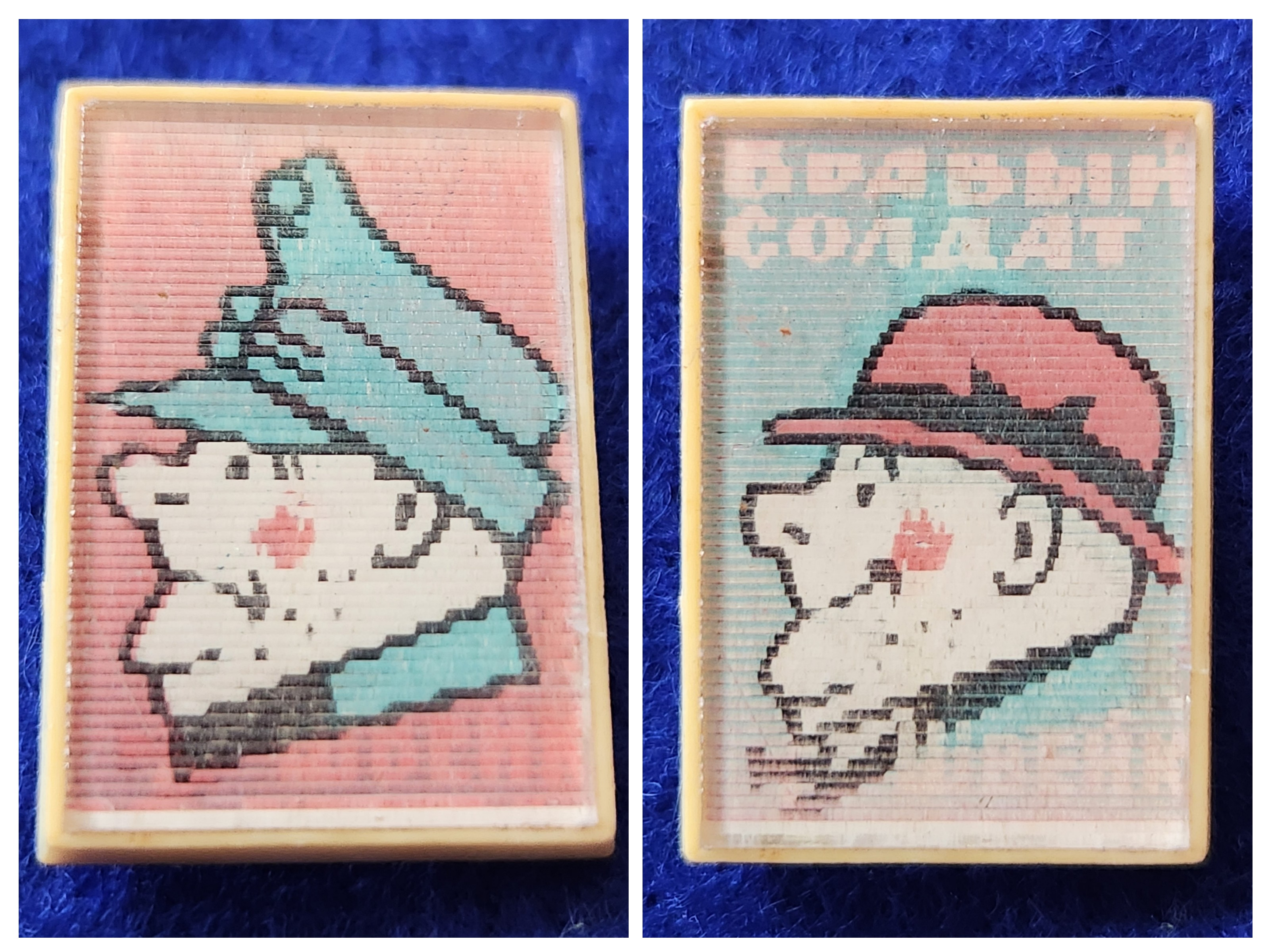
Бравый солдат Швейк значок

## Швейк в России
- Первый перевод на русский язык «Похождений бравого солдата Швейка» был сделан в СССР Г. А. и А. Г. Зуккау в 1926 году ленинградским издательством «Прибой» с немецкого издания, и лишь в 1929 году роман с чешского перевёл Пётр Богатырёв (Госиздат)[13].
- В 1943 году в Военном издательстве были опубликованы «Новые похождения бравого солдата Швейка», авторство которых принадлежит Морису Слободскому[14].

## Швейк в кинематографе
- «Бравый солдат Швейк» (Dobrý voják Švejk) — 1926, Чехословакия. В роли Швейка — Карел Нолл.
- «Швейк на фронте» (Švejk na fronte) — 1926, Чехословакия
- «Швейк в русском плену» (Švejk v ruském zajetí) — 1927, Чехословакия. В роли Швейка — Карел Нолл
- «Швейк на гражданке» (Švejk v civilu) — 1927, Австрия, Чехословакия. В роли Швейка — Карел Нолл
- «Бравый солдат Швейк» (Dobrý voják Švejk) — 1931, Чехословакия. В роли Швейка — Саша Расилов.
- «Швейк готовится к бою» — 1942, СССР. В главной роли — Владимир Канцель
- «Новые похождения Швейка» — 1943, СССР. В роли Швейка Борис Тенин
- «Новые приключения Швейка» (Schweik’s New Adventures) — 1943, Великобритания. В роли Швейка — Ллойд Пирсон / Lloyd Pearson
- «Бравый солдат Швейк» (Dobrý voják Švejk), 1954, ЧССР. Трёхсерийный кукольный мультипликационный фильм, созданный на основе знаменитых иллюстраций Йозефа Лады. Режиссёр: Иржи Трнка
- «Бравый солдат Швейк» (Dobrý voják Švejk) — 1956, ЧССР. В роли Швейка — Рудольф Грушинский
- «Приключения бравого солдата Швейка» (Die Abenteuer des braven Soldaten Schwejk) (телесериал) — 1958, ФРГ. В главной роли — Хейнц-Лео Фишер.
- «Швейк на фронте (фильм, 1958)» (Poslušně hlásím) — 1958, ЧССР. В роли Швейка — Рудольф Грушинский
- «Бравый солдат Швейк» (Der brave Soldat Schwejk ) — 1960, ФРГ. В главной роли— Хайнц Рюманн / Heinz Rühmann.
- «Молодые годы Швейка» (Schwejks Flegeljahre) — 1963, ФРГ. В роли Швейка — Петер Александер
- «Приключения бравого солдата Швейка» (Kunnon sotamies Svejkin seikkailuja) (телесериал) — 1967—1968, Финляндия. В роли Швейка — Матти Варьо / Matti Varjo
- «Приключения бравого солдата Швейка» (De avonturen van de brave soldaat Schwejk) (телесериал) — 1968, Бельгия. В роли Швейка — Люк Филлипс / Luc Philips.
- «Швейк во Второй мировой войне» (телефильм) — 1969, СССР. В главной роли — Зиновий Высоковский
- «Швейк во Второй мировой войне» (Svejk i anden verdenskrig) (телесериал) — 1970, Дания. В роли Швейка — Хеннинг Моритцен / Henning Moritzen
- «Приключения бравого солдата Швейка» (Die Abenteuer des braven Soldaten Schwejk) (телесериал) — 1972—1976, ФРГ. В главной роли — Фриц Муляр.
- «Швейк во Второй мировой войне» (Schweik na Segunda Guerra Mundial) — 1975, Португалия. В роли Швейка — Раул Солнаду / Raul Solnado
- «Бравый солдат Швейк» (Osudy dobrého vojáka Švejka) (мультфильм) — 1986, Чехословакия
- «Повесть о Йозефе Швейке и его величайшей эпохе» (Opowieść o Józefie Szwejku i jego najjaśniejszej epoce) (телесериал) — 1995, Польша. В роли Йозефа Швейка — Ежи Штур. 17 серий. Первый польский сериал о Швейке с Ежи Штуром в главной роли, вышедший в 1995 году. Первые шесть серий: «Повесть о Йозефе Швейке и его величайшей эпохе» — 1995 год; вторые одиннадцать серий: «Повесть о Йозефе Швейке и его дороге на фронт» — 1996 год.
- «Похождения бравого солдата Швейка» (мультфильм) — 2008, Россия

## Памятники
Памятники бравому солдату Швейку установлены в разных городах и странах.
Памятник в Санкт-Петербурге был установлен в 2003 году на Балканской площади в створе улицы Ярослава Гашека В том же году скульптура Швейка появилась и в Омске — на проспекте Карла Маркса около пивной «У Швейка».
Также в России есть памятники в Москве, Бугульме и Самаре. В Анапе имеется деревянная скульптура Швейка на ул. Горького.
На Украине памятники Швейку установлены в Донецке, Одессе, Ужгороде, Львове, Луцке и Киеве, в Скелевке (Старосамборский район Львовской области).
Первый в истории памятник Швейку появился 12 октября 2000 года на востоке Словакии в г. Гуменне; другой памятник расположен в польском г. Санок, где разыгралась знаменитая сцена в «городском кафе». Памятники бравому солдату Швейку также есть в следующих городах: Пшемысль, Оломоуц, Липнице-над-Сазавоу, Кралупы над Влтавой. В 2014 году первый памятник Швейку появился и в Чехии — в деревне Путим в Южночешском крае.

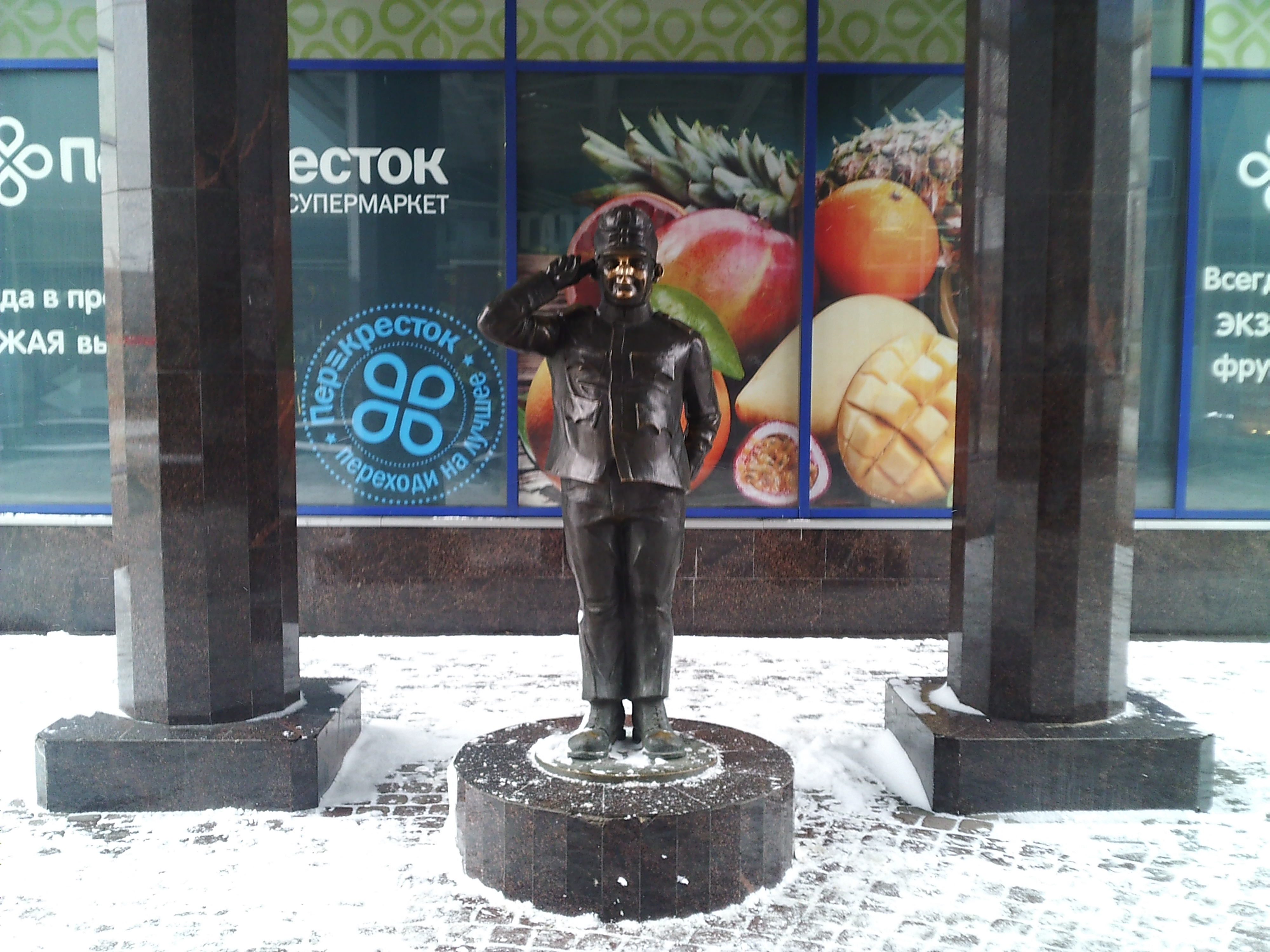
Санкт-Петербург
Самара
Киев
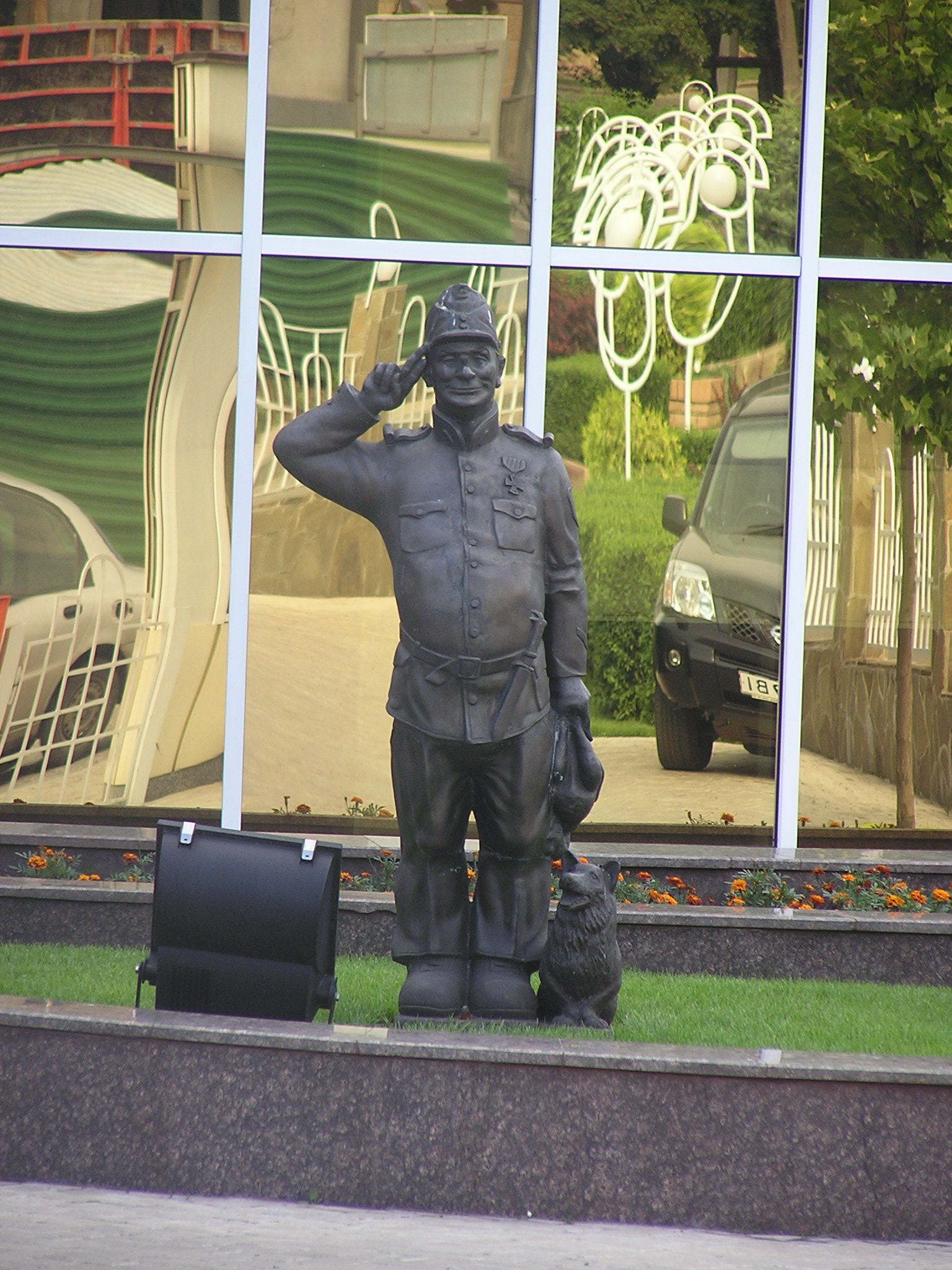
Донецк
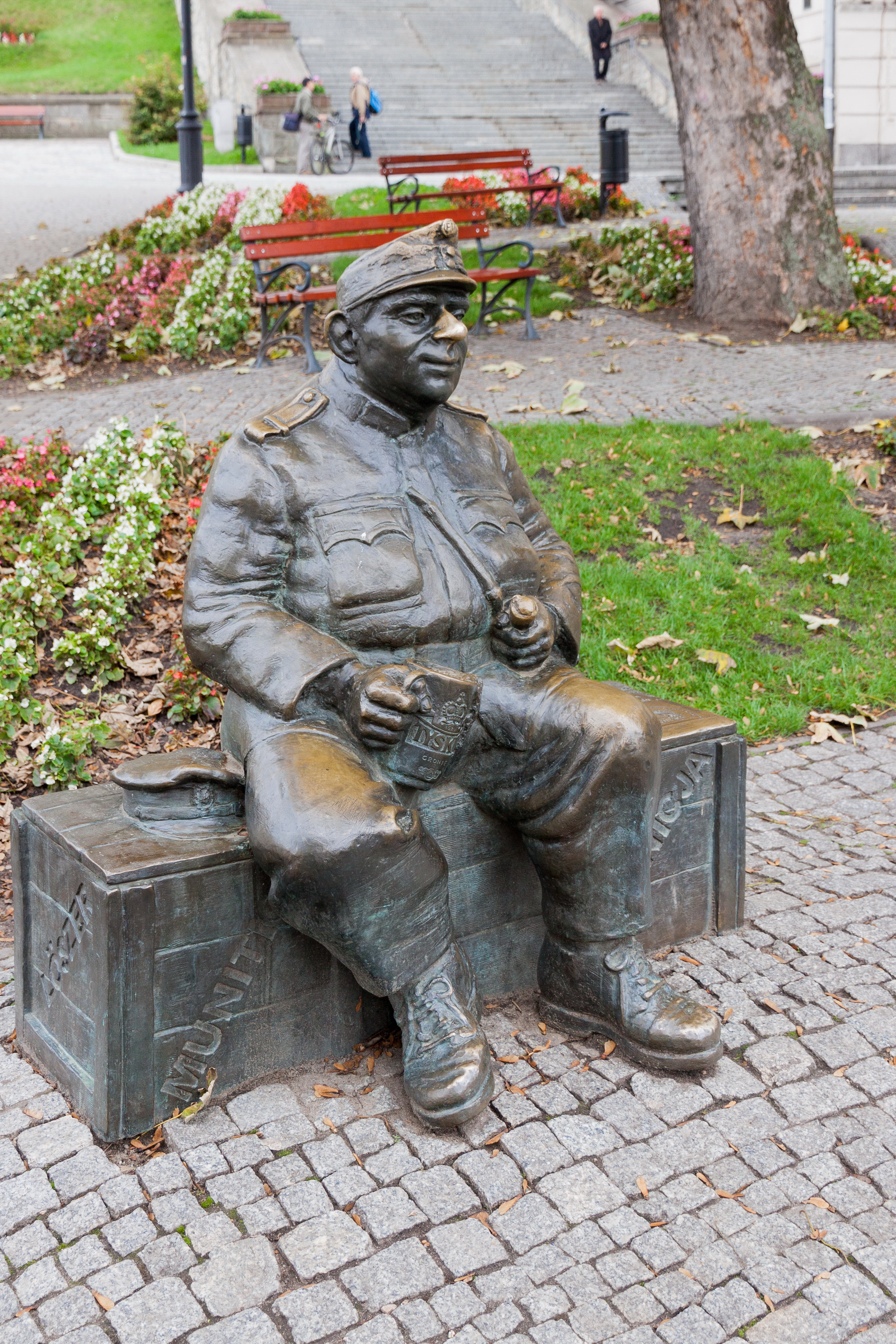
Пшемысль
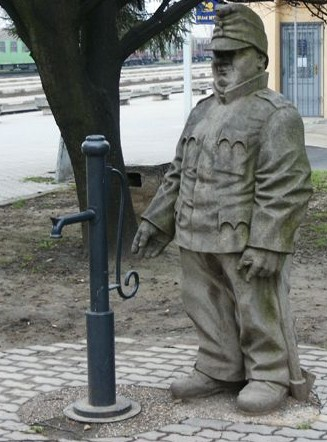
Гуменне
Бугульма